# Vieillevigne (Haute-Garonne)
Vieillevigne település Franciaországban, Haute-Garonne megyében. Lakosainak száma 349 fő (2022. január 1.). Vieillevigne Saint-Rome, Gardouch és Montesquieu-Lauragais községekkel határos.

## Népesség
A település népessége az elmúlt években az alábbi módon változott:
| Lakosok száma | 123  | 124  | 153  | 273  | 300  | 317  | 339  | 354  | 358  | 349  |
|               | 1968 | 1982 | 1990 | 2006 | 2013 | 2015 | 2017 | 2019 | 2020 | 2022 |